# Doliopteryx splendida
Doliopteryx splendida is een vliegensoort uit de familie van de Mythicomyiidae. De wetenschappelijke naam van de soort is voor het eerst geldig gepubliceerd in 2000 door Evenhuis.